# Taurion
Taurion (lub Thaurion) – rzeka we Francji, przepływająca przez tereny departamentów Creuse oraz Haute-Vienne, o długości 125 km. Stanowi prawy dopływ rzeki Vienne.